# دمیر سابانجی
دمیر سابانجی (ترکی استانبولی: Demir Sabancı؛ زادهٔ ۱ ژانویهٔ ۱۹۷۱) کارآفرین اهل ترکیه است.